# R. Gordon Wasson
Robert Gordon Wasson (Great Falls, 22 settembre 1898 – Danbury, 23 dicembre 1986) è stato un banchiere, etnomicologo e saggista statunitense, vicepresidente per le pubbliche relazioni presso JP Morgan & Co..
La CIA, che sperava di trovare utilizzi militari per i "funghi magici" cercò più volte di finanziare il suo lavoro, ma Wasson rifiutò sempre. La CIA, riuscì infine a finanziare Wasson, a sua insaputa, con un fondo fasullo, ma non fu mai in grado di sintetizzare la psilocibina, principio attivo dei funghi psichedelici, cosa che invece riuscì a fare Albert Hofmann, a cui Wasson aveva portato personalmente un campione. Gli studi di Wasson e di sua moglie Valentina Pavlovna Wasson hanno dato contributi decisivi ai campi dell'etnobotanica, della botanica, della micologia e dell'antropologia.

## Carriera

### Settore bancario
Wasson iniziò la sua carriera bancaria presso la Guaranty Trust Company nel 1928 e si trasferì alla JP Morgan & Co. nel 1934. Nello stesso anno pubblicò un libro sull'affare Hall Carbine, in cui tentò di scagionare John Pierpont Morgan dalla colpa relativa all'incidente, che era stato visto come un esempio di speculazione in tempo di guerra. Già nel 1937, Wasson aveva tentato di influenzare gli storici Allan Nevins e Charles McLean Andrews riguardo al ruolo di Morgan nella vicenda; usò il rapporto di Nevins come riferimento per il suo libro sull'argomento. La questione della responsabilità di Morgan per l'incidente di Hall Carbine rimane controversa.
Il 16 luglio 1941 i direttori di Morgan & Co. nominarono Wasson alla carica di assistente segretario e nel 1943 divenne vicepresidente per le pubbliche relazioni.

### Etnomicologia
Gli studi di Wasson in etnomicologia iniziarono durante il suo viaggio di nozze del 1927 sui Monti Catskill quando sua moglie, Valentina Pavlovna Guercken, una pediatra, si imbatté in alcuni funghi selvatici commestibili. Affascinata dalla marcata differenza di atteggiamenti culturali nei confronti dei funghi in Russia rispetto agli Stati Uniti, la coppia iniziò una ricerca sul campo che portò alla pubblicazione di Mushrooms, Russia and History nel 1957. Nel corso delle loro indagini organizzarono spedizioni in Messico per studiare l'uso religioso dei funghi da parte della popolazione nativa e affermarono di essere stati i primi occidentali a partecipare a un rituale di funghi mazatechi.
Fu la curandera María Sabina che permise ai Wasson di partecipare al rituale e che insegnò loro gli usi e gli effetti del fungo. Sabina acconsentì a farsi fotografare a condizione che tenessero la foto per uso privato, ma Wasson pubblicò la foto insieme al nome di Sabina e al nome della comunità in cui viveva. Alla riunione annuale del 1951 dell'American Council of Learned Societies, tenutasi a Rye, New York, il 24-26 gennaio, Wasson fu nominato membro del Comitato Esecutivo per un periodo di un anno. Alcuni dei colleghi di Wasson, come Ethel Dunn, non erano d'accordo con le conclusioni di Wasson riguardo all'amanita muscaria.

#### Finanziamenti della CIA
La spedizione di Wasson del 1956 fu finanziata dal sottoprogetto MK-Ultra 58 della CIA, come rivelato da documenti  ottenuti da John Marks  ai sensi del Freedom of Information Act . I documenti affermano che Wasson era un partecipante "inconsapevole" al progetto. Il finanziamento venne fornito sotto il nome di copertura del Fondo Geschickter per la ricerca medica (accreditato da Wasson alla fine del suo successivo pezzo Life sulla spedizione).

## Ruolo nella divulgazione dei funghi psilocibina
Nel maggio 1957, la rivista Life pubblicò un articolo intitolato " Seeking the Magic Mushroom", che introdusse per la prima volta i funghi psicoattivi a un vasto pubblico. Sei giorni dopo, il racconto in prima persona di sua moglie Valentina della loro spedizione di ricerca in Messico venne pubblicato sulla copertina di This Week, una rivista domenicale inserita in 37 giornali che raggiungevano quasi 12 milioni di lettori totali.
Nelle sue memorie, l'autore Tom Robbins parla dell'impatto di questo articolo sull'"accendere" gli americani compreso se stesso. L'articolo suscitò un immenso interesse per la pratica rituale mazateca tra beatnik e hippy, un interesse che si rivelò disastroso per la comunità mazateca e per María Sabina in particolare.  Poiché la comunità era assediata dagli occidentali che volevano sperimentare le allucinazioni indotte dai funghi, Sabina attirò l'attenzione della polizia messicana che pensava che vendesse droga agli stranieri.  L'attenzione indesiderata alterò completamente le dinamiche sociali della comunità mazateca e minacciò di porre fine all'usanza. La comunità incolpò Sabina, che venne ostracizzata dalla comunità che fece bruciare la sua casa. Sabina in seguito si pentì di aver introdotto Wasson alla pratica, ma Wasson sostenne che la sua unica intenzione era quella di contribuire alla somma delle conoscenze umane. 

### Metodologia
Insieme, Wasson e il botanico Roger Heim raccolsero e identificarono varie specie della famiglia delle Strophariaceae e del genere Psilocybe, mentre Albert Hofmann, utilizzando materiale coltivato da Heim da campioni raccolti dai Wasson, identificò la struttura chimica dei composti attivi, psilocibina e psilocina. Hofmann e Wasson furono anche tra i primi occidentali a raccogliere campioni dell'allucinogeno mazateco Salvia divinorum, sebbene questi esemplari furono successivamente ritenuti non adatti per uno studio scientifico rigoroso o una classificazione tassonomica. Due specie di funghi, Psilocybe wassonii R.Heim e Psilocybe wassoniorum Guzman e SHPollock, furono nominate in onore di Wasson da Heim e Gastón Guzmán, l'ultimo dei quali Wasson incontrò durante una spedizione a Huautla de Jiménez nel 1957.
Il successivo importante contributo di Wasson fu uno studio sull'antico soma intossicante vedico, che ipotizzò fosse basato sul fungo psicoattivo dell'agarico di amanita muscaria. Questa ipotesi venne pubblicata nel 1968 con il titolo Soma: Divine Mushroom of Immortality. La sua attenzione si rivolse poi ai Misteri eleusini, la cerimonia di iniziazione dell'antico culto greco di Demetra e Persefone. In The Road to Eleusis: Unveiling the Secret of the Mysteries (1978), scritto insieme ad Albert Hofmann e Carl AP Ruck, venne proposto che la speciale pozione " kykeon ", una componente fondamentale della cerimonia, contenesse alcaloidi ergolinici psicoattivi dal fungo Ergot (Claviceps spp.).
Diversi suoi libri sono stati autopubblicati in edizioni limitate illustrate, utilizzando carta a mano e stampati in Italia, mai ristampati, con un'eccezione. Il suo ultimo lavoro completato, The Wondrous Mushroom, inizialmente parte dei lavori autopubblicati, è stato ripubblicato da City Lights Publishers nel 2014.

## Etnografia
Prima del suo lavoro sul soma, i teologi avevano interpretato le pratiche vediche e magiche come basate su bevande alcoliche che producevano ubriachezza. Wasson fu il primo ricercatore a proporre che la forma effettiva di intossicazione vedica fosse enteogena.

## Eredità
Wasson ha donato le sue carte personali al Museo botanico dell'Università di Harvard, come parte della "Collezione etnomicologica di Tina e Gordon Wasson". La serie accuratamente curata di libri, carte e manufatti contenuti nella collezione fu completamente sistemata nella sua nuova casa adottiva nell'aprile 1982.
Il necrologio di Wasson nel San Francisco Chronicle affermava che insieme a sua moglie e coautrice, Valentina P. Wasson, aveva "illuminato la santità dei funghi psicotropi, non solo in Russia e in Siberia, ma anche nella più antica delle scritture indù, nei culti misterici dell'antica Grecia e tra i popoli nativi del Messico e del Guatemala, antichi e moderni".
Nel 2015, la Mycological Society of America (MSA) ha creato un nuovo premio intitolato sia a Gordon che a Valentina per riconoscere i non professionisti e le persone con un background accademico non tradizionale che hanno dato un contributo eccezionale alla micologia. Il primo "Gordon and Tina Wasson Award" è stato consegnato a Paul Stamets il 29 luglio 2015, dall'ex presidente dell'organizzazione, D. Jean Lodge, durante l'incontro MSA a Edmonton, in Canada.

## Opere

### Articoli
- "Another View of the Historian's Treatment of Business." Bulletin of the Business Historical Society, vol. 18, no. 3 (June 1944), pp. 62–68. DOI: 10.2307/3111364. JSTOR 3111364.
- "The Etymology of Botargo," with John P. Hughes. American Journal of Philology, vol. 68, no. 4 (1947), pp. 414–418. DOI: 10.2307/291531. JSTOR 291531.
- "Seeking the Magic Mushroom." LIFE Magazine, vol. 42, no. 19 (13 maggio 1957), pp. 100-110, 113-114, 117-118, 120. Google Books. PDF.
- "The Hallucinogenic Mushrooms," with Valentina P. Wasson. Garden Journal, vol. 8 (gennaio/febbraio 1958), pp. 1-6.
- "The Divine Mushroom: Primitive Religion and Hallucinatory Agents." Proceedings of the American Philosophical Society, vol. 102, no. 3 (June 24, 1958), pp. 221–223. JSTOR 985574.
- "The Hallucinogenic Mushrooms of Mexico: An Adventure in Ethnomycological Exploration." Transactions of the New York Academy of Sciences, vol. 21, no. 4 (February 1959), pp. 325-339. Originally presented at a meeting of the Division on January 23, 1959.
- "The Hallucinogenic Fungi of Mexico: An Inquiry into the Origins of the Religious Idea among Primitive Peoples."Botanical Museum Leaflets, Harvard University, vol. 19, no. 7 (February 17, 1961), pp. 137-162. JSTOR 41762213.
- "A New Mexican Psychtropic Drug from the Mint Family." Botanical Museum Leaflets, Harvard University, vol. 20, no. 3 (December 28, 1962), pp. 77-84. JSTOR 41762226.
- "The Hallucinogenic Mushrooms of Mexico and Psilocybin: A Bibliography (Second Printing, with Corrections and Addenda)." Botanical Museum Leaflets, Harvard University, vol. 20, no. 2 (March 10, 1963), pp. 25–73. JSTOR 41762224.
- "Notes on the Present Status of the Ololiuhqui and the Other Hallucinogens of Mexico." Botanical Museum Leaflets, Harvard University, vol. 20, no. 6 (November 22, 1963), pp. 161-193. JSTOR 41762230.
- "The 'Mushroom Madness' of the Kuma," with Roger Heim. Botanical Museum Leaflets, Harvard University, vol. 21, no. 1 (June 11, 1965), pp. 1-31, 33-36. JSTOR 41762949.
- "Soma: Comments Inspired by Professor Kuiper's Review." Indo-Iranian Journal, vol. 12, no. 4 (1970), pp. 286–298. JSTOR 24650694.
- "Drugs: The Sacred Mushroom." The New York Times (September 26, 1970), p. 21.
- "The Soma of the Rig Veda: What Was It?" Journal of the American Oriental Society, vol. 91, no. 2 (April/June 1971), pp. 169–187. DOI: 10.2307/600096. JSTOR 600096.
- "The Death of Claudius, or Mushrooms for Murderers." Botanical Museum Leaflets, Harvard University, vol. 23, no. 3 pp. (April 7, 1972), pp. 101-126. JSTOR 41762274.
- "The Role of 'Flowers' in Nahuatl Culture: A Suggested Interpretation." Botanical Museum Leaflets, Harvard University, vol. 23, no. 8 (November 30, 1973), pp. 305-321. JSTOR 41762283.
- "The Last Meal of the Buddha." Journal of the American Oriental Society, vol. 102, no. 4 (October/December 1982), pp. 591-603.
- Republished: Botanical Museum Leaflets, Harvard University, vol. 29, no. 3 (Summer 1983), pp. 219-249. JSTOR 41762849.
- "Carved 'Disembodies' Eyes of Theotihuacan," with Jordan Ott. Botanical Museum Leaflets, Harvard University, vol. 29, no. 4 (Fall 1983), pp. 387-400. JSTOR 41762856.

### Libri
- The Hall Carbine Affair: A Study in Contemporary Folklore. New York: Pandick Press (1941)
- Persephone's Quest: Entheogens and the Origins of Religion, with Stella Kramrisch, Jonathan Ott, and Carl A. P. Ruck. Ethnomycological Studies, no. 10. New Haven: Yale University Press (1986)
- The Wondrous Mushroom: Mycolatry in Mesoamerica. New York: McGraw-Hill (1980). (Reprint by City Lights, 2012.)
- The Road to Eleusis: Unveiling the Secret of the Mysteries, with Albert Hofmann and Carl A. P. Ruck. New York: Harcourt (1978)
- Maria Sabina and Her Mazatec Mushroom Velada. New York: Harcourt (1976)
- Soma: Divine Mushroom of Immortality (1968)
- Mushrooms, Russia and History, with Valentina Pavlovna Wasson. New York: Pantheon Books (1957)

### Contributi al libro
- "Mushrooms." In: The Drug Experience: First Person Accounts of Addicts, Writers, Scientists and Others, edited by David Ebin. New York: Orion Press (1961), pp. 311-334.
- "The Divine Mushroom of Immortality" (Chapter 6). In: Flesh of the Gods: The Ritual Use of Hallucinogens. New York: Praeger Publishing (1972), pp. 185-200.
- "What Was the Soma of the Aryans?" (Chapter 7) In: Flesh of the Gods: The Ritual Use of Hallucinogens. New York: Praeger Publishing (1972), pp. 201-213.

### Recensioni di libri
- Review of Full Employment in a Free Society by William Beveridge. Harvard Business Review (Summer 1945)
- Review of The Teachings of Don Juan: A Yaqui Way of Knowledge by Carlos Castaneda. Economic Botany, vol. 23, no. 2 (1969), p. 197.
- Review of A Separate Reality: Further Conversations with Don Juan by Carlos Castaneda. Economic Botany, vol. 26, no. 1 (1972), pp. 98–99.
- Review of Journey to Ixtlan: The Lessons of Don Juan by Carlos Castaneda. Economic Botany. vol. 27, no. 1 (1973), pp. 151–152.
- Review of Tales of Power by Carlos Castaneda. Economic Botany. vol. 28, no. 3 (1974), pp. 245–246.

### Corrispondenza
- Lettera ad Allen Dulles (3 giugno 1960)

### Musica
- Maria Sabína. Mushroom Ceremony of the Mazatec Indians of Mexico (1957). Folkways Records [FR 8975].

Registrato (il 21/22 luglio 1956) e prodotto con Valentina Pavlovna Wasson. Note di copertina di R. Gordon Wasson. Folkways è ora l'etichetta discografica senza scopo di lucro della Smithsonian Institution.